# Ахалцихський муніципалітет
Ахалци́хський муніципаліте́т (груз. ახალციხის მუნიციპალიტეტი) — муніципалітет у Грузії, що входить до краю Самцхе-Джавахеті. Центр — Ахалцихе.
Етнічний склад населення муніципалітету згідно з Переписом населення Грузії 2014 року:
| етнічна група | кількість осіб | частка щодо всього населення |
| ------------- | -------------- | ---------------------------- |
| грузини       | 13 612         | 64,84%                       |
| вірмени       | 7247           | 34,52%                       |
| росіяни       | 69             | 0,33%                        |
| греки         | 22             | 0,10%                        |
| українці      | 9              | 0,04%                        |
| осетини       | 8              | 0,04%                        |
| азербайджанці | 7              | 0,03%                        |
| абхази        | 2              | 0,01%                        |
| Всього        | 20 992         | 100,00%                      |